# Bonansea (calciatore)
 Bonansea (fl. XX secolo) è stato un calciatore italiano, di ruolo attaccante.

## Carriera
Il Savoia di Torre Annunziata lo acquistò dal Novara nell'estate del 1921. Il talent scout Salvatore Crispino lo prelevò dalla squadra piemontese nella stessa operazione che portò Giulio Bobbio alla squadra campana. Giocò nel campionato di Prima Categoria 1921-1922, disputando 9 gare in cui mise a segno 11 reti.

## Statistiche

### Presenze e reti nei club
| Stagione        | Squadra         | Campionato      | Campionato | Campionato | Coppe nazionali | Coppe nazionali | Coppe nazionali | Totale | Totale |
| Stagione        | Squadra         | Comp            | Pres       | Reti       | Comp            | Pres            | Reti            | Pres   | Reti   |
| --------------- | --------------- | --------------- | ---------- | ---------- | --------------- | --------------- | --------------- | ------ | ------ |
| 1920-1921       | Novara          | PC              | ?          | ?          |                 |                 |                 | ?      | ?      |
| 1921-1922       | Savoia          | PD              | 9          | 11         |                 |                 |                 | 9      | 11     |
| Totale Carriera | Totale Carriera | Totale Carriera | 9+         | 11+        |                 |                 |                 | 9+     | 11+    |